# USS Saufley (DD-465)
USS Saufley (DD-465/DDE-465/EDDE-465) là một tàu khu trục lớp Fletcher được Hải quân Hoa Kỳ chế tạo trong Chiến tranh Thế giới thứ hai. Nó là chiếc tàu chiến duy nhất của Hải quân Mỹ được đặt theo tên Trung úy Hải quân Richard C. Saufley (1884-1916), một người tiên phong trong lĩnh vực hàng không. Sống sót qua Thế Chiến II và được tặng thưởng 16 Ngôi sao Chiến trận, con tàu trở thành một tàu thử nghiệm cho đến khi xuất biên chế năm 1965 và bị đánh chìm như một mục tiêu năm 1968.

## Thiết kế và chế tạo
Saufley được đặt lườn tại xưởng tàu của hãng Federal Shipbuilding and Dry Dock Company ở Kearny, New Jersey vào ngày 27 tháng 1 năm 1942. Nó được hạ thủy vào ngày 19 tháng 7 năm 1942; được đỡ đầu bởi bà Helen O'R. Scruggs, vợ góa của Trung úy Saufley; và nhập biên chế vào ngày 29 tháng 8 năm 1942 dưới quyền chỉ huy của Hạm trưởng, Thiếu tá Hải quân Bert F. Brown.

## Lịch sử hoạt động

### Thế chiến II
Sau khi chạy thử máy ngoài khơi vùng biển phía Bắc New England, Saufley thực hiện nhiều chuyến hộ tống duyên hải trước khi chuẩn bị để nhận nhiệm vụ tại khu vực Tây Nam Thái Bình Dương. Nó rời Norfolk, Virginia vào ngày 9 tháng 11 năm 1941; đi đến Nouméa, New Caledonia vào ngày 2 tháng 12, và bắt đầu tham gia Chiến dịch Guadalcanal ba ngày sau đó.

#### 1943
Thoạt tiên làm nhiệm vụ hộ tống các đoàn tàu vận tải tăng viện đi từ Espiritu Santo đến Lunga Point, không lâu sau Saufley đảm trách việc càn quét chống tàu bè tại vùng biển phía Bắc và Tây Guadalcanal, tiến hành các hoạt động bắn phá bờ biển xuống các vị trí đối phương trên đảo này. Khi quân Nhật triệt thoái khỏi Guadalcanal vào cuối tháng 1 và đầu tháng 2 năm 1943, con tàu hoạt động cùng Lực lượng Đặc nhiệm 11. Vào ngày 19 tháng 2, nó lên đường đi Lunga Roads tham gia cùng các đơn vị khác được tập trung cho Chiến dịch Cleanslate, cuộc chiếm đóng quần đảo Russell. Trong chiến dịch này, chiếc tàu khu trục đã vận chuyển binh lính, kéo các xuồng đổ bộ đến các đảo mục tiêu, và bắn phá bờ biển hỗ trợ cho binh lính khi họ đổ bộ lên các đảo Pavuvu và Banika vào ngày 21 tháng 2. Từ các đảo này, không quân có khả năng hỗ trợ cho các hoạt động tại Rendova.
Đến tháng 3, Saufley tiếp tục các hoạt động hộ tống và tuần tra chống tàu ngầm tại khu vực Nam quần đảo Solomon-New Caledonia-New Hebrides. Sau một giai đoạn nghỉ ngơi ngắn tại Sydney, Australia, nó quay trở lại Nouméa tiếp nối hoạt động hộ tống vận tải cho đến cuối tháng 6. Vào ngày 30 tháng 6, khi lực lượng Đồng Minh di chuyển về hướng Rendova, nó đã bắn phá các vị trí của Nhật Bản trên bờ. Sang tháng 7 và tháng 8, chiếc tàu khu trục tham gia các hoạt động đổ bộ lên New Georgia, cũng như các chuyến hộ tống đến New Hebride và Vella Lavella. Vào ngày 31 tháng 8, do hỏa lực pháo phòng thủ duyên hải đối phương tại "Cái Khe" (eo biển New Georgia), nó bị hư hại nhẹ từ những phát đạn pháo suýt trúng, nhưng không chịu thương vong.
Đang khi trên đường đi Espiritu Santo cùng tàu khu trục Montgomery và hai tàu buôn vào ngày 15 tháng 9, quan sát viên phát hiện sóng một quả ngư lôi lúc 10 giờ 11 phút. Do thiết bị sonar của Montgomery không hoạt động, Saufley tiến hành một cuộc truy tìm nguồn gốc quả ngư lôi. Trong vòng ba giờ rưỡi tiếp theo, nó tiến hành năm lượt tấn công riêng biệt bằng mìn sâu nhắm vào tàu ngầm đối phương, và đến 14 giờ 43 phút, tàu ngầm Nhật Bản RO-101 nổi lên mặt nước. Hỏa lực pháo 5 in (130 mm) và súng máy của Saufley đã nhắm vào tháp chỉ huy của chiếc tàu ngầm, đồng thời một thủy phi cơ Consolidated PBY Catalina cũng tham gia ném hai quả mìn sâu xuống mục tiêu. Quả thứ nhất trượt ở khoảng cách 40 ft (12 m), nhưng quả thứ hai đã đánh trúng. Khi khói tan, mục tiêu biến mất; rồi một vụ nổ dưới nước xảy ra, và đến 17 giờ 35 phút một vệt dầu loang xuất hiện trên một diện tích một dặm vuông, xác nhận RO-101 đã bị phá hủy.
Trong thời gian còn lại của tháng 9 và sang tháng 10, Saufley tham gia các cuộc tuần tra đêm càn quét sà lan đối phương đi lại giữa Kolombangara và đảo Choiseul. Nó đánh chìm bốn sà lan trong giai đoạn này, nhưng cũng chịu đựng hư hại do bị trúng bom vào đêm 1 tháng 10, khiến hai thành viên thủy thủ đoàn tử trận và 11 người khác bị thương.

#### 1944
Trong các tháng tháng 11, tháng 12 năm 1943 và tháng 1 năm 1944, Saufley làm nhiệm vụ hộ tống vận tải để tăng viện cho đảo Bougainville. Sang tháng 2, nó tham gia cuộc tấn công lên đảo Green, New Guinea nhằm phá vỡ tuyến đường tiếp liệu Rabaul-Buka của quân Nhật, đồng thời chiếm thêm một sân bay cho phía Đồng Minh gần Rabaul. Các chuyến tuần tra chống tàu ngầm được nối tiếp bởi những nhiệm vụ bắn pháo theo yêu cầu trong cuộc đổ bộ lên Emirau. Hoạt động nhằm cô lập hoàn toàn Rabaul này khiến chiếc tàu khu trục hoạt động liên tục sang tháng 4. Vào sáng ngày 7 tháng 4, đang khi trên đường quay trở lại khu vực Emirau-Mussau, nó dò được tín hiệu tàu ngầm đối phương. Sau đợt săn đuổi kéo dài 45 phút và tiêu phí 18 quả mìn sâu, hai tiếng nổ lớn dưới nước được nghe thấy, và các mảng dầu loang xuất hiện vài giờ sau đó. Tài liệu của Nhật Bản thu được sau chiến tranh xác nhận tàu ngầm đối phương bị đánh chìm là chiếc I-2. Sau các nhiệm vụ hộ tống đi đến quần đảo Admiralty, chiếc tàu khu trục quay trở về vịnh Purvis vào ngày 18 tháng 4, nơi nó thực tập chiến thuật cùng Lực lượng Đặc nhiệm 38 cho đến tháng 5.
Vào ngày 4 tháng 5, Saufley khởi hành đi Trân Châu Cảng, và sau khi đến nơi vào ngày 12 tháng 5, nó lên đường đi về phía Tây vào ngày 1 tháng 6 trong thành phần Đội đặc nhiệm 51.18, lực lượng dự bị cho Chiến dịch Forager để chinh phục quần đảo Mariana. Vào ngày D+1 16 tháng 6, nó và các tàu hộ tống khác đã bảo vệ cho các tàu vận tải tiến hành đổ bộ tại phía Tây Saipan. Sau đó, nó được điều sang nhiệm vụ hỗ trợ hỏa lực theo yêu cầu. Trong tháng tiếp theo, chiếc tàu khu trục tiếp tục hoạt động cung cấp hỏa lực theo yêu cầu, bảo vệ, và bắn phá bờ biển tại khu vực Saipan - Tinian. Đến ngày 20 tháng 7, nó đi về phía Nam tham gia cuộc tấn công lên Guam, nơi nó hỗ trợ hỏa lực cho binh lính chiến đấu trên bờ. Con tàu quay trờ lại Tinian vào ngày 23 tháng 7 để hỗ trợ cuộc đổ bộ tại đây vào ngày 24 tháng 7, và trong một tuần lễ tiếp theo đã làm nhiệm vụ bắn pháo hỗ trợ và cột mốc radar canh phòng.
Saufley ở lại khu vực quần đảo Mariana cho đến ngày 12 tháng 8, khi nó lên đường quay trở về California, về đến San Francisco cùng Hải đội Khu trục 22 của nó vào cuối tháng. Việc đại tu kéo dài cho đến tháng 10, và vào ngày 26 tháng 10 nó lại lên đường hướng sang phía Tây.
Saufley đi đến đảo san hô Ulithi vào ngày 17 tháng 11, rồi tiếp tục hướng sang vịnh Leyte, nơi nó tham gia các hoạt động chống tàu ngầm sau khi di chuyển vào biển Camotes để truy tìm một tàu ngầm đối phương được báo cáo đã xuất hiện tại đây. Không lâu sau khi đến nơi vào ngày 28 tháng 11, tàu ngầm Nhật I-46 bị phát hiện trên mặt biển ngoài khơi Pilar Point thuộc đảo Ponson. Các hoạt động tấn công phối hợp của Saufley cùng các tàu khu trục Renshaw (DD-499), Waller (DD-466) và Pringle (DD-477) đã đánh chìm chiếc tàu ngầm đối phương 45 phút sau đó. Đến ngày 29 tháng 11, nó bị một máy bay tấn công cảm tử Kamikaze đánh trúng trong vịnh Leyte, khiến một thành viên thủy thủ đoàn thiệt mạng, và chịu hư hại đáng kể lườn tàu.

#### 1945
Sau khi được sửa chữa tại quần đảo Admiralty, Saufley lên đường vào ngày 2 tháng 1 năm 1945 để gặp gỡ lực lượng tấn công Lingayen. Tiến vào biển Sulu vào ngày 7 tháng 1, nó bắn rơi một máy bay đối phương tấn công lúc hoàng hôn ngày 8 tháng 1, và vào sáng ngày 9 tháng 1, đội hình tiến vào vịnh Lingayen. Chiếc tàu khu trục đã làm nhiệm vụ bảo vệ trong khi diễn ra các đợt đổ bộ lên Lingayen, rồi sang sáng hôm sau nó lại bắn rơi một máy bay khác, một chiếc Aichi D3A "Val" tìm cách đâm vào chiếc tàu khu trục. Nó lên đường vào ngày 12 tháng 1 để quay trở lại vịnh Leyte, rồi từ đây hộ tống một đoàn tàu vận tải đi Morotai, quay trở lại vào ngày 26 tháng 1. Lên đường đi Luzon, nó đi đến ngoài khơi Nasugbu để hỗ trợ cho cuộc đổ bộ tại đây vào ngày 31 tháng 1, và đến ngày 1 tháng 2 đã đánh chìm một xuồng máy tấn công cảm tử. Sau đó nó bắn hỏa lực theo yêu cầu, kéo dài trong bốn ngày trước khi lên đường đi vịnh Subic.
Saufley trải qua thời gian còn lại của tháng 2 và phần lớn tháng 3 để hoạt động hỗ trợ tác chiến tại khu vực vịnh Manila và Mindoro. Nó tham gia các cuộc đổ bộ tại Sanga-Sanga từ ngày 31 tháng 3 đến ngày 4 tháng 4, và tại Jolo từ ngày 8 đến ngày 11 tháng 4, nơi nó phục vụ như soái hạm, tàu hỗ trợ hỏa lực và tàu bảo vệ. Trong hai tháng tiếp theo, nó làm nhiệm vụ hộ tống vận tải, và tham gia cuộc tấn công lên Balikpapan, Borneo vào ngày 1 tháng 7. Chiếc tàu khu trục quay trở về Morotai vào ngày 22 tháng 7, tham gia hoạt động hộ tống đi lại giữa vịnh Leyte và Ulithi cho đến khi xung đột kết thúc vào giữa tháng 8.
Vào đầu tháng 9, Saufley đi đến khu vực quần đảo Ryūkyū, Nhật Bản, rồi tiếp tục đi đến bờ biển Trung Quốc, hỗ trợ cho các hoạt động quét mìn tại vùng lưu vực sông Dương Tử. Nó tiếp tục ở lại ngoài khơi bờ biển Trung Quốc cho đến khi lên đường quay trở về nhà vào ngày 12 tháng 11. Về đến San Diego vào dịp cuối năm, nó tiếp tục đi sang vùng bờ Đông vào giữa tháng 1 năm 1946, được sửa chữa tại Xưởng hải quân New York vào tháng 2, và sang đầu tháng 3 đã đi về phía Nam đến Charleston, South Carolina để chuẩn bị ngừng hoạt động. Con tàu được cho xuất biên chế vào ngày 12 tháng 6 năm 1946.

### 1949 - 1965
Saufley chỉ ở lại thành phần dự trong hơn ba năm; nó được xếp lại lớp như một tàu khu trục hộ tống với ký hiệu lườn mới DDE-465 vào ngày 15 tháng 3 năm 1949 và được cho nhập biên chế trở lại vào ngày 15 tháng 12 năm 1949, được phân về Hải đội Khu trục Hộ tống 2 trực thuộc Hạm đội Đại Tây Dương. Trong vòng một năm, nó tham gia hai chiến dịch tìm kiếm giải cứu: cứu vớt 36 hành khách từ một tàu biển chở hành khách trên tuyến đường Puerto Rico-New York vào tháng 6 năm 1950; và cứu vớt phi công một máy bay ném bom-ngư lôi Grumman TBF Avenger Hải quân thuộc tàu sân bay hộ tống Palau vào tháng 10.
Saufley được xếp lại lớp như một tàu khu trục hộ tống thử nghiệm vào ngày 1 tháng 1 năm 1951 với ký hiệu lườn EDDE-465, và được phân nhiệm vụ thử nghiệm dưới quyền Tư lệnh Lực lượng Phát triển Tác chiến. Là một đơn vị thuộc Đội khu trục 601, nó đặt cảng nhà tại Căn cứ Không lực Hải quân Key West, Florida, và trong 12 năm tiếp theo đã tham gia chủ yếu vào việc thử nghiệm và đánh giá thiết bị sonar và vũ khí chống tàu ngầm.
Đến ngày 1 tháng 7 năm 1962, Saufley được xếp lại lớp như một tàu khu trục thông thường, lấy lại ký hiệu lườn ban đầu DD-465; và vào cuối tháng đó đã tham gia quay bộ phim PT 109. Đến tháng 9, nó quay trở lại hoạt động thử nghiệm và đánh giá. Sang cuối tháng 10, nó đặt trong tình trạng chờ đợi, và khi áp dụng hành động cách ly Cuba trong vụ Khủng hoảng tên lửa Cuba, nó đã tuần tra dọc theo bờ biển Florida cho đến ngày 20 tháng 11, khi cuộc phong tỏa chính thức kết thúc và con tàu quay trở về Key West. Nó tham gia một cuộc duyệt binh lực lượng tham gia phong tỏa có Tổng thống John F. Kennedy tham dự vào ngày 26 tháng 11.
Trong hai năm tiếp theo, Saufley tiếp tục các hoạt động thử nghiệm và đánh giá, ngắt quãng bởi các cuộc tập trận theo định kỳ, và làm nhiệm vụ tàu huấn luyện sonar. Vào mùa Xuân năm 1963, nó tham gia việc tìm kiếm chiếc tàu ngầm nguyên tử tấn công Thresher (SSN-593). Được lệnh quay trở lại Norfolk, Virginia vào mùa Thu năm 1964, con tàu được cho xuất biên chế vào ngày 29 tháng 1 năm 1965 và rút khỏi danh sách Đăng bạ Hải quân vào ngày 1 tháng 9 năm 1966. Tuy nhiên vai trò thử nghiệm của nó vẫn chưa kết thúc, khi nó được trang bị máy móc cảm biến để ghi nhận sức ép và độ căng bởi các vụ nổ, và bị đánh chìm trong một cuộc thử nghiệm ngoài khơi Key West vào ngày 20 tháng 2 năm 1968.

## Phần thưởng
Saufley được tặng thưởng mười sáu Ngôi sao Chiến trận do thành tích chiến đấu trong Thế Chiến II, trở thành một trong những tàu chiến được tặng thưởng nhiều nhất trong cuộc xung đột này.